# Atti di Marco
Gli Atti di Marco sono un apocrifo del Nuovo Testamento relativo all'evangelista Marco, scritto nel IV o V secolo. Le versioni pervenuteci in arabo, copto, greco ed etiopico si basano probabilmente su un prototesto copto ora perduto.
Descrive predicazione e miracoli dell'apostolo in Cirenaica e ad Alessandria d'Egitto e il suo martirio, trascinato da un carro per le strade della città.
Dato l'avanzato periodo di composizione e lo stile eccessivamente favolistico l'apocrifo non può essere considerato un fedele resoconto storico, sebbene non si possa escludere una ripresa di precedenti tradizioni orali.